# Ospedale degli Innocenti
Az Ospedale degli Innocenti lelencház és kórház, és Firenze városának tanácsa megbízásából Filippo Brunelleschi tervezte és építette 1421 és 1424 között. A mester már nem érhette meg az épület befejezését, a homlokzaton végig futó árkádsor azonban már életében állt. Ez volt talán az első olyan köztéri épülethomlokzat, amelyet hosszan futó árkádsorral díszítettek a reneszánsz idején Firenzében.

## Az épület története
Firenze egyik legszebb köztere a Piazza della Santissima Annunziata tér. A térhez a Santa Maria del Fiore székesegyháztól északkelet felé haladva jutunk el. A viszonylag zárt köztér keleti oldalát foglalja el az árvaház épülete. Az árvaházzal szemközti épület árkádsorát Brunelleschi árkádsora nyomán egy évszázaddal később alakították ki. Utoljára készült el a tér északi oldalán álló a Santissima Annunziata-templom homlokzati árkádsora. A térnek így három oldalán látható szép arányú és ritmusú árkádsor. Magyarországon a szegedi Dóm tér hasonlítható talán összképében a Santissima Annunziata-tér szerkezetéhez (bár a szegedi tér nagyobb, a firenzei tér intimebb hatású).
Az árvaház megépítését a firenzei selyemszövők céhe és az aranyművesek céhe finanszírozta. 1419 és 1451 között épült föl a teljes épület. Építészettörténeti szempontból a homlokzata a legjelentősebb. Filippo Brunelleschi római tanulmányai után szülővárosába visszaérkezve élete fő művének, a firenzei dómnak a kupolaépítésre fordította energiája nagy részét. Jutott azonban ideje más épületek megformálásához is. Épületein ókori formaelemeket használt föl, és ezek közül a kupola és az oszlopcsarnok a két legjelentősebb. A loggia már gyakran használt épületelem volt Firenzében, (Pl. Loggia dei Lanzi), de a hengeres oszlopokkal, korinthoszi oszlopfőkkel, félgömb kupolákkal kialakított hosszú árkádsor újdonság volt.

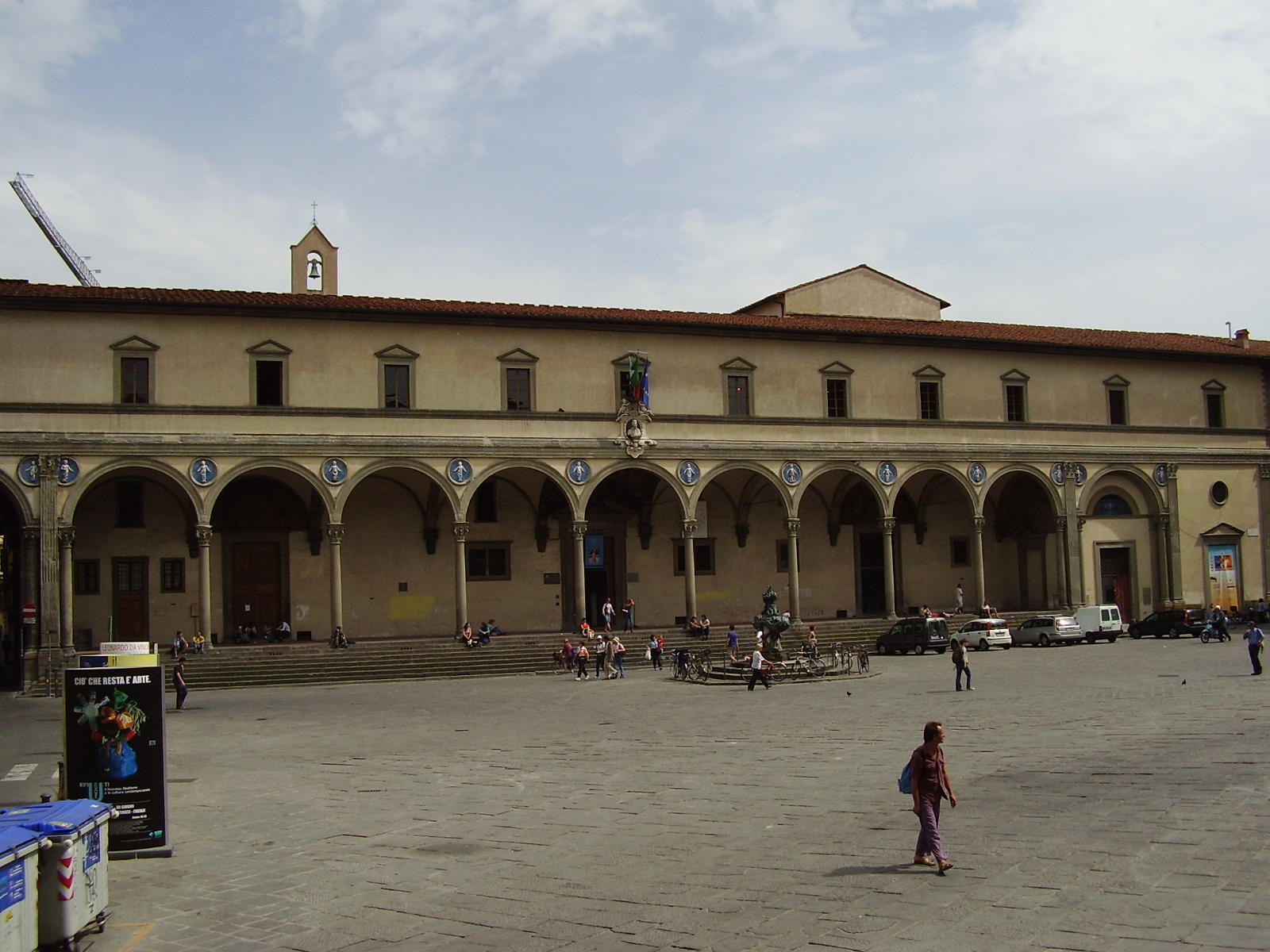
Az Ospedale degli Innocenti árvaház homlokzata Firenzében.

A homlokzaton végig futó árkádsorba 9 lépcsőn föllépve jutunk. A félköríves árkádívek a szemközti falon is folytatódnak és az árkádsor szakaszait is félkörívek választják el egymástól. A négy félkörívelt határolt szakaszok belsejét félgömb kupola borítja. Különösen szép látványt nyújt a homlokzat a délutáni napsütésben, amikor a félköríves árnyéksor is részt vesz az épület arculatának formálásában. A félkörívek közeiben Andrea della Robbia kerámiadíszítései foglalnak helyet.
Az árvaházzal szemközti épület árkádsorát 1516-1525 között ifj. Antonio da Sangallo és Baccio d’Agnolo építette. Majd egy évszázaddal később készült el az árkádsor a Santissima Annunziata-templom homlokzatán, melyet Giovanni Battista Caccini 1601-ben fejezett be.